# Модель 50 (гаубица)
Modèle 50, M50 (фр. Obusier de 155 mm Modèle 50 — 155-мм гаубица образца 1950 года, также обозначается OB-155-50 BF) — французская 155-миллиметровая гаубица времён «холодной войны» остававшаяся на вооружении ряда государств вплоть до 1990-х годов. Орудие имело раздвижные станины, крупный щелевой дульный тормоз, четырёхколёсную тележку и выдвижную опору для ведения огня.

## Эксплуатанты
- Франция: Вооружённые силы Франции, заменена на TRF1.
- Израиль: Армия обороны Израиля, заменена на Soltam M-68 (англ. Soltam M-68) и Soltam M-71.
- Ливия: Вооружённые силы Ливии
- Швеция: Вооружённые силы Швеции приобрели 96 гаубиц в варианте Mk F3 (в Швеции называлась, как швед. 15,5 cm haubits F или швед. Fransyskan — «Француженка») в начале 1950-х годов (ввиду загруженности компании Bofors другими крупными проектами), в 1955—1958 годах Bofors по лицензии было изготовлено ещё около 100 гаубиц. Впоследствии заменена на FH77A.
- Швейцария: Вооружённые силы Швейцарии
- Сирия:

## Галерея

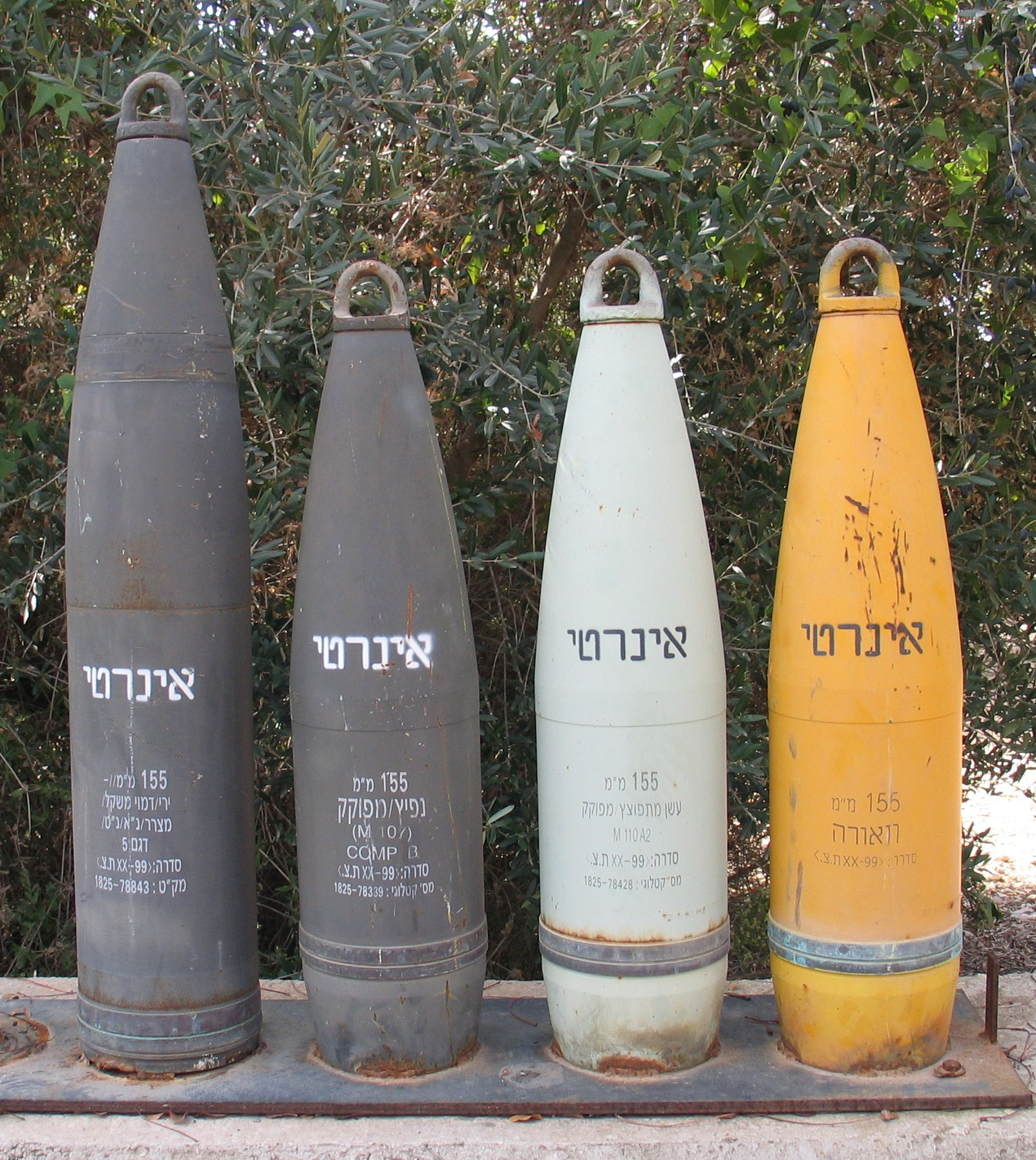
155-мм снаряды применявшиеся израильтянами для «50-й модели». Слева направо: кассетный, осколочно-фугасный (M107), дымовой (M110A2), осветительный. Музей Бейт ха-Тотхан. Израиль
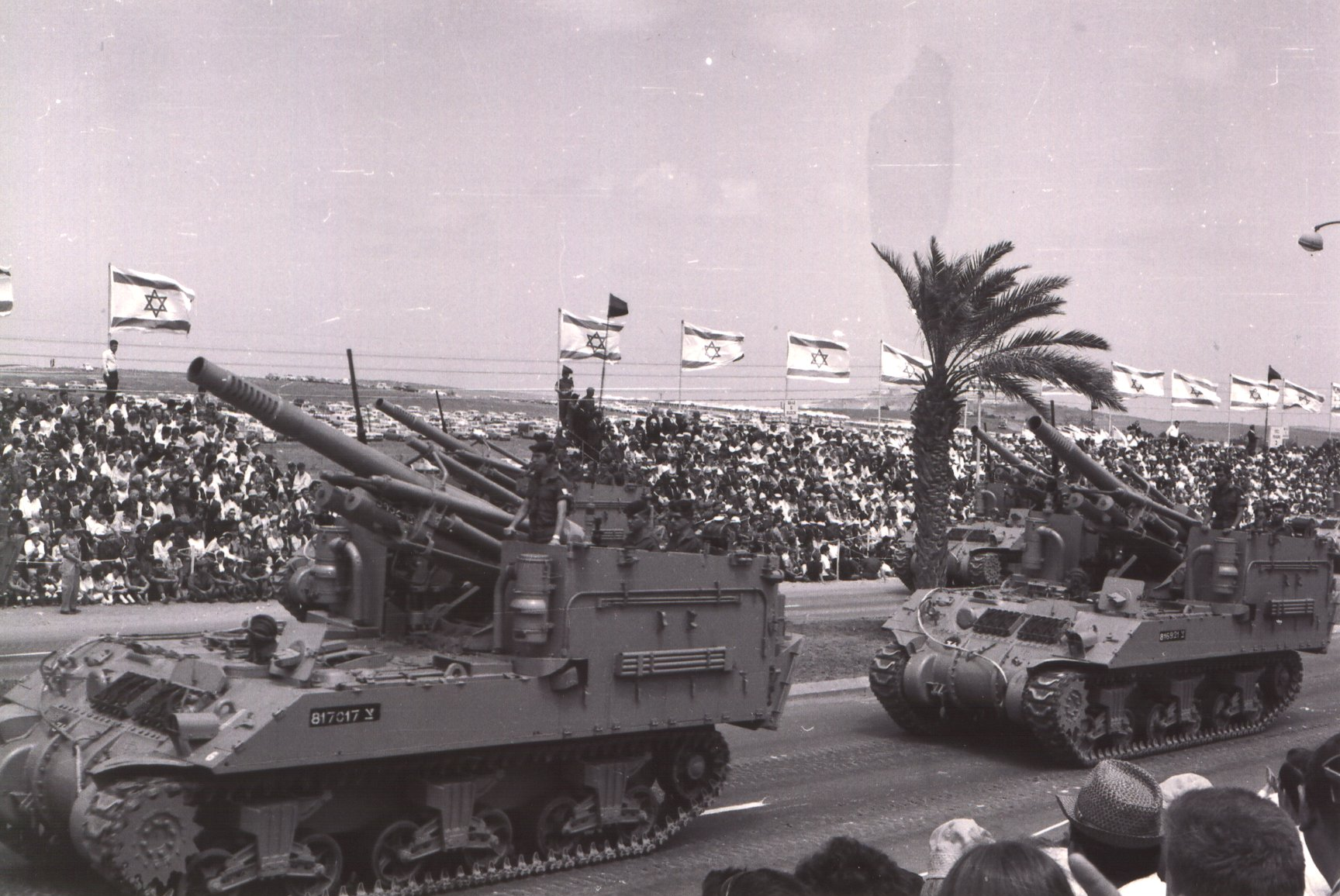
САУ израильской армии M-50 со 155-мм гаубицей Modèle 50.